# Labena keira
Labena keira là một loài tò vò trong họ Ichneumonidae.